# ポルト・トッレ
ポルト・トッレ（伊: Porto Tolle）は、イタリア共和国ヴェネト州ロヴィーゴ県にある、人口約9,000人の基礎自治体（コムーネ）。

## 地理

### 位置・広がり

#### 隣接コムーネ
隣接するコムーネは以下の通り。
- アリアーノ・ネル・ポレージネ
- ポルト・ヴィーロ
- ターリオ・ディ・ポー

### 気候分類・地震分類
ポルト・トッレにおけるイタリアの気候分類 (it) および度日は、zona E, 2273 GGである。
また、イタリアの地震リスク階級 (it) では、zona 3 (sismicità bassa) に分類される。

## 行政

### 分離集落
ポルト・トッレには、以下の分離集落（フラツィオーネ）がある。
- Boccasette, Bonelli, Ca' Mello, Ca' Tiepolo (sede comunale), Ca' Venier, Ca' Zuliani, Donzella, Pila, Polesine Camerini, Santa Giulia, Scardovari, Tolle

## 姉妹都市
- Medulin、クロアチア 2010年
- トレカーテ、イタリア 2010年